# Temporada 1990-1991 del Liceu
El programa de la temporada 1990-1991 obria amb el Ballet de l'Òpera de Lió i es desenvolupà al llarg de 104 funcions que comprenien les actuacions de dues companyies de ballet (el citat de Lió, amb La ventafocs i el Ballet Cullberg, que oferí Giselle), dotze títols operístics, cinc recitals amb piano, cinc concerts del cor i l'orquestra simfònica del Liceu i quatre concerts amb solista. Destacaven per sobre de la resta el recital de Kiri Te Kanawa, el Don Giovanni, la Tosca que protagonitzà Jaume Aragall o els Pagliacci que interpretà Josep Carreras.
L'obligat homenatge a Mozart en el seu bicentenari es basà en tres títols: les òperes Don Giovanni i La flauta màgica, del mateix Mozart. i una tercera, relativament insòlita, Una cosa rara, del valencià Vicent Martín i Soler, contemporani del geni de Salzburg. Aquesta obra va ser ja representada al Liceu, en tres úniques funcions, el novembre de l'any 1970 i ja llavors va agradar per la seva finor melòdica i la seva delicadesa instrumental. Don Giovanni va obrir el cicle operístic de la temporada, amb una producció de la Bayerische Staatsoper München, que aportà la seva orquestra i cor, i es representà amb la fórmula de doble repartiment, amb la presència de Thomas Allen a les tres primeres funcions. La flauta màgica, segona obra mozartiana de la temporada, que tancà el cicle operístic al mes de juny, i també en doble repartiment, presentà, entre altres al·licients, les intervencions de Francisco Araiza i de Kurt Moll.
Gaetano Donizetti, Verdi, Wagner, Leoncavallo, Strauss, Rossini i Puccini integraren la resta del menú musical liceista de la temporada. Les seves partitures van de ser servides per veus tan destacades mundialment com les d'Edita Gruberova, a Roberto Devereux de Donizetti: Anna Tomowa-Sintow per al verdià Un ballo in maschera; Montserrat Caballé que es desenvolupà en dos papers tan oposats i complexos com la furibunda valquíria wagneriana i la seductora i penedida Maria Egiziaca de Respighi; Josep Carreras a Pagliacci, una producció del Covent Garden amb direcció escènica de Franco Zeffirelli; Lucia Popp al Capriccio de Strauss, novetat absoluta al Liceu; Nicolai Ghiaurov a El barber de Sevilla, Jaume Aragall i Eva Marton per a la Tosca de Puccini.
Els atractius de la programació de la temporada es complementaren amb una sèrie de recitals i concerts amb grans figures: la impressionant californiana Marilyn Horne, considerada una de les millors mezzosoprano; Bernd Weikl, amb un programa de Wagner, l'emocionant Dietrich Fischer-Dieskau amb un concert de lieder basat en Mahler, el recital del tenor mexicà Francisco Araiza, amb les cançons de La bella molinera de Franz Schubert, i el gran Alfredo Kraus, a qui de nou es va haver d'escoltar i veure només en concert. També es comptà amb un recital de Pilar Lorengar, amb Miguel Zanetti al piano, un altre de Lelio Cuberli, que debutà al Gran Teatre del Liceu, acompanyada pel pianista Robert Kettelson, i un concert de Dolora Zajick.
| Temporada 1990-1991 del Liceu |                         |                                    |                   | |                                                                      |                                    |
| Òpera                         | Compositor              | Director musical                   | Director d'escena | Papers principals | Producció                                                            | Dates                              |
| La ventafocs                  | Serguei Prokófiev       | André Presser                      | Maguy Marin       | Pierre Advokatoff, Patrick Azzopardi, Haceñe Bahiri, Hervé Chams, Pascale Doye, Bernard Horry | Gran Teatre del Liceu / Òpera de Lió                                 | 6 al 17 de setembre                |
| Don Giovanni                  | Wolfgang Amadeus Mozart | Wolfgang Sawaiisch, Peter Schreier | Günther Rennert   | Thomas Allen (18, 20, 22) / Alan Titus (19, 21) / Robert Hayward (23), Manfred Schenk, Eva Johansson (18, 19, 21, 23) / Elena Filipova (20, 22), Alejandro Ramírez (18, 20, 22) / Peter Seiffert (19, 21, 23) Marianna Niculescu (18, 20, 22) / Trudeliese Schmidt (19) / Inga Nielsen (21, 23), Helmut Berger-Tuna (18, 19, 21, 22) / Stafford Dean (20, 23), Christian Boesch (18, 19, 22, 23) / Brian Montgomery (20, 21), Georgina von Benza (18, 20, 22) / Janet Perry (19, 21, 23) | Bayerische Staatsoper de Múnic                                       | 18, 19, 20, 21, 22, 23 de setembre |
| Un ballo in maschera          | Giuseppe Verdi          | Romano Gandolfi                    | Mario Gas         | Peter Dvorský / Mario Malagnini (27 novembre), Giorgio Zancanaro, Anna Tomowa-Sintow / Monica Pick-Hieronimi (22, 25, 27 novembre), Viorica Cortez, Gloria Fabuel, Manuel Garrido, Miguel López Galindo, Joan Tomàs, Jesús Castillón, Antoni Lluch |                                                                      | 17, 19, 22, 25, 27 novembre        |
| Die Walküre                   | Richard Wagner          | Uwe Mund                           | Hugo de Ana       | Robert Shunk, Matti Salminen, Simon Estes, Montserrat Caballé, Johanna Meier, Marjana Lipovsek | Gran Teatre del Liceu / Teatro Lírico Nacional La Zarzuela de Madrid | 6 al 17 de desembre                |
| Una cosa rara                 | Vicent Martín i Soler   | Jordi Savall                       |                   | |                                                                      |                                    |
| I pagliacci                   | Ruggero Leoncavallo     | János Kulka                        |                   | Giuseppe Giacomini, Veronica Villarroel, Piero Cappuccilli, Dimitri Hvorostovsky, Josep Ruiz |                                                                      | abril                              |
| Il campanello                 | Gaetano Donizetti       |                                    |                   | |                                                                      | abril                              |
| Tosca                         | Giacomo Puccini         | Theo Alcántara                     |                   | Eva Marton, Jaume Aragall, Sherrill Milnes |                                                                      | maig                               |
| La flauta màgica              | Wolfgang Amadeus Mozart | Uwe Mund                           | Göran Järvefelt   | Francisco Araiza, Wolfgang Rauch, Andrea Frei, Kurt Moll | Welsh National Opera, Cardiff                                        | 20 de juny al 6 de juliol          |
| El barber de Sevilla          | Gioachino Rossini       | Paolo Olmi                         | Michael Hampe     | Dalmau González/William Matteuzzi, Enric Serra/Enrico Fissore, Cecilia Bartoli/Raquel Pierotti, Alberto Rinaldi/Anthony Michaels-Moore, Stefano Palatchi/Nicolai Ghiaurov, Manuel Garrido, Jordi Banacolocha, Rosa Maria Ysàs/Silvana Bazzoni, Joan Tomàs, Jordi Rebellón |                                                                      |                                    |